# Allium lalesaricum
Allium lalesaricum är en amaryllisväxtart som beskrevs av Josef Franz Freyn och Joseph Friedrich Nicolaus Bornmüller. Allium lalesaricum ingår i släktet lökar, och familjen amaryllisväxter.
Artens utbredningsområde är Iran. Inga underarter finns listade i Catalogue of Life.